# 이지현 (아나운서)
이지현(1987년 5월 1일 ~ )은 대한민국 KBS청주방송총국의 아나운서이다.

## 학력
- 창원문성고등학교 (졸업)
- 이화여자대학교 영어영문학과 (졸업)

## 경력
- 2005년 : 도전! 골든벨 《창원문성고등학교 편》 참가 (KBS 1TV) (2005년 5월 1일 방송분)
- 2007년 ~ 2008년 안동MBC 아나운서
- 2009년 ~ 2013년 12월 : tbs MC
- 2014년 : KBS부산방송총국 편성제작국 41기 공채 영남권 아나운서
- 2020년 : 아침마당 KBS 부산 여자 MC
- 2022년 : KBS청주방송총국

## 수상
- 2009년 월드 미스 유니버시티 한국대회 체(體)